# Liang En-shuo
Liang En-shuo (chiń. 梁恩碩; pinyin Liáng Ēnshuò; ur. 2 października 2000 na Tajwanie) – tajwańska tenisistka, mistrzyni juniorskiego Australian Open 2018 w grze pojedynczej i w grze podwójnej, medalistka igrzysk azjatyckich.

## Kariera tenisowa
W rozgrywkach zawodowych zadebiutowała w październiku 2017 roku, w turnieju ITF w Nonthaburi.
W swojej karierze zwyciężyła w jednym turnieju w grze pojedynczej i w dziewięciu w grze podwójnej, zaliczanych do rangi ITF. Najwyżej w rankingu WTA notowana była na 150 (13 maja 2019) w singlu i 147. miejscu, w deblu (4 grudnia 2023).
W 2018 roku została mistrzynią Australian Open w grze pojedynczej dziewcząt, pokonując w finale Clarę Burel z Francji oraz w grze podwójnej dziewcząt (w parze z Wang Xinyu), zwyciężając w spotkaniu z deblem Violet Apisah–Lulu Sun.

## Finały turniejów WTA
| Legenda                   | Legenda |
| ------------------------- | ------- |
| Wielki Szlem              |         |
| Igrzyska olimpijskie      |         |
| WTA Tour Championships    |         |
| od 2021                   |         |
| WTA 1000 (obowiązkowe)    |         |
| WTA 1000 (nieobowiązkowe) |         |
| WTA 500                   |         |
| WTA 250                   |         |
| WTA 125                   |         |

## Finały turniejów WTA 125K series

### Gra podwójna 1 (1–0)
| Końcowy wynik | Nr | Data            | Turniej    | Nawierzchnia | Partnerka      | Przeciwniczki                  | Wynik finału   |
| ------------- | -- | --------------- | ---------- | ------------ | -------------- | ------------------------------ | -------------- |
| Zwyciężczyni  | 1. | 1 sierpnia 2021 | Charleston | Ceglana      | Rebecca Marino | Erin Routliffe Aldila Sutjiadi | 5:7, 7:5, 10-7 |

## Wygrane turnieje rangi ITF
| turnieje z pulą nagród 100 000 $ |
| turnieje z pulą nagród 75 000 $  |
| turnieje z pulą nagród 50 000 $  |
| turnieje z pulą nagród 25 000 $  |
| turnieje z pulą nagród 15 000 $  |
| turnieje z pulą nagród 10 000 $  |

### Gra pojedyncza
|    | Data       | Turniej | ($)    | Naw.   | Finalistka | Wynik         |
| 1. | 20/05/2018 | Inczon  | 25 000 | twarda | Han Na-lae | 6:2, 0:6, 7:5 |

## Finały juniorskich turniejów wielkoszlemowych

### Gra pojedyncza
| Końcowy wynik | Rok  | Turniej         | Nawierzchnia | Przeciwniczka | Wynik finału |
| Zwyciężczyni  | 2018 | Australian Open | Twarda       | Clara Burel   | 6:3, 6:4     |

### Gra podwójna
| Końcowy wynik | Rok  | Turniej         | Nawierzchnia | Partnerka  | Przeciwniczki          | Wynik finału      |
| Zwyciężczyni  | 2018 | Australian Open | Twarda       | Wang Xinyu | Violet Apisah Lulu Sun | 7:6(4), 4:6, 10–5 |